# May Mansour
May Mansour, född 28 oktober 1984, är en egyptisk bågskytt. Hon deltog vid olympiska sommarspelen 2004.